# Авербух, Михаил Израилевич
Михаи́л Израилевич Авербух (15 февраля 1938, Евпатория, Крымская АССР — 7 июля 2009) — советский футболист, вратарь. Мастер спорта СССР (1957).

## Биография
Воспитанник юношеской команды Строитель (Евпатория).
За свою карьеру выступал в советских командах «Колгоспник» (Полтава), «Химик» (Днепродзержинск), «Спартак» (Москва), «Авангард» (Черновцы), «Авангард» (Харьков) и «Жальгирис» (Вильнюс).
После окончания игровой карьеры проживал в Вильнюсе.

## Достижения
- Чемпион СССР: 1958